# Équipe de France masculine de handball au Championnat du monde 2001
Cet article relate le parcours de l'équipe de France de handball masculin lors du Championnat du monde 2001 organisé en France du 23 janvier au 4 février 2001. Il s'agit de la 9e participation de la France aux Championnats du monde.
Dernière compétition pour Daniel Costantini, la France, devant son public, remporte son deuxième titre de champion du monde : vainqueur de ses 5 matchs de la phase de groupe, elle écarte facilement le Portugal en huitième de finale.
En quart de finale se présente alors l'Allemagne, l'équipe nationale du meilleur championnat du monde : les Bleus réalisent une première mi-temps de rêve grâce notamment à Thierry Omeyer (11-8) mais les Allemands reviennent au cours de la deuxième mi-temps et se retrouvent même avec un but d'avance à 20 secondes du terme du match. Grâce à un action décisive et un but exceptionnel de Jackson Richardson, la France parvient à arracher la prolongation (22-22). Les Allemands ne s'en remettent pas et les Français se qualifient pour la demi-finale.
En demi-finale, l'équipe surprise du mondial, l'Egypte, fait déjouer les Français : menés de 4 buts, ils parviennent à revenir à deux buts à la mi-temps (8-10) puis à s'imposer non sans mal 24 à 21 pour atteindre la finale.
Au terme d'une finale mémorable pour le handball français avec une égalisation exceptionnelle de Grégory Anquetil à la dernière seconde du temps réglementaire permettant de jouer une prolongation qui sera remportée face à la Suède, les Français gagnent alors le surnom de « Costauds ».

## Présentation

### Qualifications
L'équipe de France est automatiquement qualifié en tant que pays hôte de la compétition.

### Matchs de préparation
La France a notamment joué 3 matchs de préparation en Islande :
- 6 janvier 2001, France bat Islande 24-18
- 7 janvier 2001, Islande bat France 24-23
- 9 janvier 2001, France bat Islande 28-26.

La France a notamment terminé troisième du Tournoi des Quatre nations en Suède,
- vendredi 12 janvier 2001 : France et Danemark 21-21 ; Suède bat Allemagne 23-21.
- samedi 13 janvier 2001 : Suède bat France 26-23 ; Danemark bat Allemagne 26-19.
- dimanche 14 janvier 2001 : France bat Allemagne 25-22 ; Suède bat Danemark 26-24.
  - France : Martini, Omeyer ; Fernandez, Dinart, G. Gille (5), B. Gilles (2), Narcisse (4), Anquetil, Golic, Girault (2), Puigsegur (1), Richardson (4), Abati (7/1), Cazal, Plantin
  - Allemagne : Fritz, Hannawald ; von Behren (7/2), Dragunski (1), Kretzschmar (1), Rose (4), Immel (3), Schwarzer (1), Stiebler, Baur (2), Jansen (1), Weber (2), Bernau, Kehrmann.

### Effectif
L'effectif de l'équipe de France, championne du monde, est,, :

## Résultats

### Phase de groupes
La France évolue dans le Groupe B et joue ses matchs au Palais des sports de Beaulieu à Nantes.
|   | Équipe         | Pts | J | G | N | P | Bp  | Bc  | Diff |
| - | -------------- | --- | - | - | - | - | --- | --- | ---- |
| 1 | France         | 10  | 5 | 5 | 0 | 0 | 132 | 85  | 47   |
| 2 | RF Yougoslavie | 8   | 5 | 4 | 0 | 1 | 146 | 89  | 57   |
| 3 | Algérie        | 5   | 5 | 2 | 1 | 2 | 107 | 102 | 5    |
| 4 | Argentine      | 5   | 5 | 2 | 1 | 2 | 94  | 118 | -24  |
| 5 | Brésil         | 2   | 5 | 1 | 0 | 4 | 108 | 124 | -16  |
| 6 | Koweït         | 0   | 5 | 0 | 0 | 5 | 76  | 145 | -69  |

| Date              | Équipe 1 | Score   | Équipe 2       |
| ----------------- | -------- | ------- | -------------- |
| 23 janvier, 18h00 | France   | 23 — 13 | Algérie        |
| 24 janvier, 18h00 | France   | 30 — 14 | Koweït         |
| 25 janvier, 18h00 | France   | 29 — 19 | Brésil         |
| 27 janvier, 18h00 | France   | 22 — 20 | RF Yougoslavie |
| 28 janvier, 18h00 | France   | 28 — 19 | Argentine      |

#### Victoire face à l'Algérie
Malmenés pendant 13 minutes (3-4), Didier Dinart et ses coéquipiers baissent ensuite le rideau de fer devant la cage d'un Christian Gaudin inspiré. Dans la foulée, avec Jackson Richardson aux manettes, les Tricolores prennent la mesure de la défense algérienne et mènent 10-4 au repos. Le second acte est une formalité. De quatre buts (13-9, 44e), l'écart passe finalement à dix unités (23-13).
| 23 janvier 2001 18h00 CET | France            | 23 – 13              | Algérie        | Palais des sports de Beaulieu, Nantes Affluence : 4 400 Arbitrage : Øie, Hogsnes |
| 23 janvier 2001 18h00 CET | Abati, B. Gille 5 | (10 - 4)             | Tahar Labane 6 | Palais des sports de Beaulieu, Nantes Affluence : 4 400 Arbitrage : Øie, Hogsnes |
| 23 janvier 2001 18h00 CET | ×3                | Handzone Hand Action | ×3             | Palais des sports de Beaulieu, Nantes Affluence : 4 400 Arbitrage : Øie, Hogsnes |

| France                         |    |                    |                 |  |
|                                |    |                    |                 |  |
| G                              | 1  | Christian Gaudin   | 6/15 (1/1 pén.) |  |
| G                              | 12 | Bruno Martini      | 4/8 (1/2 pén.)  |  |
| ARG                            | 2  | Jérôme Fernandez   | 0/6             |  |
| DC                             | 5  | Guillaume Gille    | 3/5             |  |
| P                              | 6  | Bertrand Gille     | 5/8             |  |
| ALD                            | 9  | Grégory Anquetil   | 3/4             |  |
| ALG                            | 10 | Andrej Golić       | 2/3             |  |
| P                              | 13 | Laurent Puigségur  | 1/2             |  |
| DC                             | 17 | Jackson Richardson | 3/4             |  |
| ALD                            | 18 | Joël Abati         | 5/5 (3/3 pén.)  |  |
| ARD                            | 19 | Patrick Cazal      | 1/2             |  |
| Entraîneur : Daniel Costantini |    |                    |                 |  |

| France | Statistiques   | Algérie |
| ------ | -------------- | ------- |
| 23/39  | Buts marqués   | 13/35   |
| 59,0 % | % réussite     | 37,1 %  |
| 3/3    | Jets de 7m     | 2/3     |
|        | Cartons jaunes |         |
| 6 min  | Suspensions    | 6 min   |
| 0      | Cartons rouges | 0       |
| 10/23  | Arrêts         | 9/32    |
| 43,5 % | % d'arrêts     | 28,1 %  |

Légende
- G : Gardien de but, P : Pivot, DC : Demi-centre
- ARG/D : Arrière gauche/droit
- ALG/D : Ailier gauche/droit

| Algérie                        |   |                      |                 |  |
|                                |   |                      |                 |  |
| G                              | ? | Toufik Hakem         | 9/29 (0/2 pén.) |  |
| G                              | ? | Samir Helal          | 0/3 (0/1 pén.)  |  |
| ?                              | ? | Abdelghani Loukil    | 1/2             |  |
| ?                              | ? | Redouane Saidi       | 0/0             |  |
| ARG                            | ? | Tahar Labane         | 6/17 (1/1 pén.) |  |
| ARD                            | ? | Salim Nedjel         | 2/8 (0/1 pén.)  |  |
| P                              | ? | Abdérazak Hamad      | 4/5             |  |
| ?                              | ? | Saïd Bourenane       | 0/0             |  |
| DC                             | ? | Rabah Gherbi         | 0/2             |  |
| DC                             | ? | Redouane Aouachria   | 0/0             |  |
| ?                              | ? | Abdeldjalil Bouanani | 0/1 (0/1 pén.)  |  |
| Entraîneur : Salah Bouchekriou |   |                      |                 |  |

#### Victoire face au Koweït
L'équipe de France engrange son second succès face au Koweït plutôt aisément... 30-14 avec des Français qui proposent un jeu très débridé.
| 23 janvier 2001 18h00 CET | France             | 30 – 14              | Koweït    | Palais des sports de Beaulieu, Nantes Arbitrage : Rosskamp, Rothkranz |
| 23 janvier 2001 18h00 CET | Stéphane Plantin 6 | (14 - 8)             | Alazimi 4 | Palais des sports de Beaulieu, Nantes Arbitrage : Rosskamp, Rothkranz |
| 23 janvier 2001 18h00 CET | ×2                 | Handzone Hand Action | ×2        | Palais des sports de Beaulieu, Nantes Arbitrage : Rosskamp, Rothkranz |

| France                         |    |                   |                 |  |
|                                |    |                   |                 |  |
| G                              | 1  | Christian Gaudin  | 8/16 (0/2 pén.) |  |
| G                              | 12 | Thierry Omeyer    | 9/15            |  |
| ARG                            | 2  | Jérôme Fernandez  | 4/4             |  |
| P                              | 3  | Didier Dinart     | 1/1             |  |
| DC                             | 5  | Guillaume Gille   | 3/3             |  |
| P                              | 6  | Bertrand Gille    | 3/3             |  |
| ARG                            | 8  | Daniel Narcisse   | 2/3             |  |
| ALG                            | 11 | Olivier Girault   | 3/7             |  |
| P                              | 13 | Laurent Puigségur | 4/4             |  |
| ALD                            | 18 | Joël Abati        | 3/3             |  |
| ARD                            | 19 | Patrick Cazal     | 1/6             |  |
| ALD                            | 20 | Stéphane Plantin  | 6/11            |  |
| Entraîneur : Daniel Costantini |    |                   |                 |  |

| France | Statistiques   | Koweït |
| ------ | -------------- | ------ |
| 30/45  | Buts marqués   | 14/44  |
| 66,7 % | % réussite     | 31,8 % |
| /      | Jets de 7m     | 2/2    |
| min    | Suspensions    | min    |
|        | Cartons jaunes |        |
| 0      | Cartons rouges | 0      |
| 17/31  | Arrêts         | 8/38   |
| 54,8 % | % d'arrêts     | 21,0 % |

Légende
- G : Gardien de but, P : Pivot, DC : Demi-centre
- ARG/D : Arrière gauche/droit
- ALG/D : Ailier gauche/droit

| Koweït         |   |              |                   |  |
|                |   |              |                   |  |
| G              | ? | Boloushi     | 1/11              |  |
| G              | ? | Alfadhli     | 7/27              |  |
| ?              | ? | Almulla      | 2/2               |  |
| ?              | ? | Alazimi      | 4/8               |  |
| ?              | ? | O. Alenezi   | 1/1               |  |
| ?              | ? | H. Alshamari | 1/2               |  |
| ?              | ? | Almarzouq    | 2/8               |  |
| ?              | ? | Marzouk      | 0/0               |  |
| ?              | ? | M. Alenezi   | 3/10 dont 2/2 pen |  |
| ?              | ? | Abdulredha   | 1/10              |  |
| ?              | ? | F. Alshamari | 0/3               |  |
| Entraîneur : ? |   |              |                   |  |

#### Victoire face au Brésil
La France se contente d'un nouveau galop d'entraînement (29-19) face au Brésil, assurant, du même coup, son billet pour les huitièmes.
| 25 janvier 2001 18h00 CET | France       | 29 – 19              | Brésil        | Palais des sports de Beaulieu, Nantes Affluence : 5 000 Arbitrage : Al-Janahe, Rasheed |
| 25 janvier 2001 18h00 CET | Joël Abati 7 | (14 - 10)            | Bruno Souza 7 | Palais des sports de Beaulieu, Nantes Affluence : 5 000 Arbitrage : Al-Janahe, Rasheed |
| 25 janvier 2001 18h00 CET | ×4           | Handzone Hand Action | ×1            | Palais des sports de Beaulieu, Nantes Affluence : 5 000 Arbitrage : Al-Janahe, Rasheed |

| France - Gardiens : - Martini (3 arrêts sur 12 tirs) - Omeyer (9 arrêts sur 19 tirs) - Buteurs : - Fernandez 6/8 dont 1/1 pen. - Dinart 0/1 - G. Gille 2/4 - B. Gille 6/7 - Narcisse 0/2 - Anquetil 2/2 - Golic 5/5 - Richardson 1/3 - Abati 7/9 - Cazal 0/2 | Brésil - Gardiens : - Vasconcelos (3 arrêts sur 15 tirs) - Santos (3 arrêts sur 20 tirs dont 0/1 pen.) - Buteurs : - Nunes 1/2 - Costa 1/2 - Nascimento 0/0 - Bortolini 3/5 - Ruy 0/1 - Pelissari 0/0 - Bruno Souza 7/10 - Barros 3/12 - Maziero 4/4 |

#### Victoire face à la Yougoslavie
Revanche du quart de finale des JO de Sydney, le sommet France-Yougoslavie débute par une Marseillaise flamboyante. « Une des plus émouvantes de ma carrière », confiera Daniel Costantini. D'entrée, Christian Gaudin stoppe les velléités yougoslaves. Jérôme Fernandez nettoie avec une belle conscience professionnelle, les lucarnes de Đorđić. Cazal (3 sur 3 en 16 minutes), B. Gille, et Richardson se mettent à son diapason et prennent la mesure de la 3-2-1 des Balkans, Dinart, qui émarge désormais parmi les meilleurs défenseurs du monde, musèle Škrbić 9-2 (18e) et une salle en liesse. Trois exclusions françaises permettront aux Yougoslaves de réduire la marque au repos (13-8). Le show Olivier Girault peut alors commencer. Le Parisien fait un festival sur son aile gauche : montées de balles, un-contre-un, premier et deuxième poteaux, roucoulette pour la route. 22-15 (51e). Les Français ne marqueront plus mais, arc-boutés devant leur zone, laisseront les Yougoslaves à 20 buts.
| 27 janvier 2001 18h00 CET | France              | 22 – 20              | RF Yougoslavie           | Palais des sports de Beaulieu, Nantes Affluence : 5 000 Arbitrage : Øie, Hogsnes |
| 27 janvier 2001 18h00 CET | Olivier Girault 5/6 | (13 - 8)             | Žikica Milosavljević 5/5 | Palais des sports de Beaulieu, Nantes Affluence : 5 000 Arbitrage : Øie, Hogsnes |
| 27 janvier 2001 18h00 CET | ×7                  | Handzone Hand Action | ×4                       | Palais des sports de Beaulieu, Nantes Affluence : 5 000 Arbitrage : Øie, Hogsnes |

| France - Gardiens : - Gaudin : 30', 7 arrêts sur 15 tirs - Martini : 30', 5 arrêts sur 17 tirs dont 0/1 pen. - Buteurs : - Fernandez 4/9 dont 2/3 pen., - Dinart 0/0 - G. Gille 1/1, - B. Gille 1/2, - Anquetil 2/5 - Girault 5/6 - Puigségur 0/0 - Richardson 4/5 - Abati 2/3 dont 1/1 pen. - Cazal 3/9, | RF Yougoslavie - Gardiens : - Zoran Đorđić : 34', 4 arrêts sur 19 tirs dont 0/2 pen. - Arpad Šterbik : 26', 7 arrêts sur 14 tirs dont 1/2 pen. - Buteurs : - Ratko Đurković 1/2, - Branko Kokir 3/3 - Nedeljko Jovanović 2/6 - Vladan Matić 2/3 dont 1/1 pen. - Ivan Lapčević 3/7, - Nebojša Golić 1/4 - Žikica Milosavljević 5/5 - Blažo Lisičić 1/4, - Dragan Škrbić 2/4, |

#### Victoire face à l'Argentine
Certaine de terminer à la première place du groupe, la France termine en roue libre face à l'Argentine (28-19). Et les Tricolores terminent ce premier tour avec la meilleure défense des 24 équipes engagées. Néanmoins, les Bleus Guillaume Gille, victime d'une luxation acromio-claviculaire de l'épaule droite après une chute à quatre minutes de la fin de la rencontre :
| 28 janvier 2001 18h00 CET | France         | 28 – 19              | Argentine   | Palais des sports de Beaulieu, Nantes Affluence : 5 000 Arbitrage : Vakula, Liudovyk |
| 28 janvier 2001 18h00 CET | Abati, Cazal 6 | (14 - 11)            | Eric Gull 8 | Palais des sports de Beaulieu, Nantes Affluence : 5 000 Arbitrage : Vakula, Liudovyk |
| 28 janvier 2001 18h00 CET | ×6             | Handzone Hand Action | ×9          | Palais des sports de Beaulieu, Nantes Affluence : 5 000 Arbitrage : Vakula, Liudovyk |

| France - Gardiens : - Omeyer 15 arrêts dont 0/4 penalty - Buteurs : - Fernandez 2/5 dont 0/1 au penalty - Dinart 0/0 - Abati 6/7 dont 5/5 au penalty - B.Gille 3/4 - Girault 1/2 - Puigségur 2/2 - G.Gille 4/5 - Narcisse 3/4 - Cazal 6/9 - Plantin 1/1 | Argentine - Gardiens : - Canzoniero : 8 arrêts dont 0/4 penalty - Pardales: 0/1 penalty - Buteurs : - Gonzalo Viscovich 2/6 - Plati 1/1 - Jung 1/2 - Eric Gull 8/13 dont 4/4 au penalty - Cruz Guerra (1) - Andrés Kogovsek 4/5 - Crevatin 2/2 - Querin 0/2 - Martín Viscovich 0/8 |

### Phase finale
|  | Huitièmes de finale          | Huitièmes de finale           |                |                        | Quarts de finale            | Quarts de finale            |    |  | Demi-finales          | Demi-finales          |  |  | Finale                | Finale                |
|  | Huitièmes de finale          | Huitièmes de finale           |                |                        | Quarts de finale            | Quarts de finale            |    |  | Demi-finales          | Demi-finales          |  |  | Finale                | Finale                |
|  |                              |                               |                |                        |                             |                             |    |  |                       |                       |  |  |                       |                       |
|  | 31 janvier 2001, Marseille   | 31 janvier 2001, Marseille    |                |                        | 1er février 2001, Marseille | 1er février 2001, Marseille |    |  | 3 février 2001, Paris | 3 février 2001, Paris |  |  | 4 février 2001, Paris | 4 février 2001, Paris |
|  | 31 janvier 2001, Marseille   | 31 janvier 2001, Marseille    |                |                        | 1er février 2001, Marseille | 1er février 2001, Marseille |    |  | 3 février 2001, Paris | 3 février 2001, Paris |  |  | 4 février 2001, Paris | 4 février 2001, Paris |
|  | Suède                        | 32                            |                |                        | 1er février 2001, Marseille | 1er février 2001, Marseille |    |  | 3 février 2001, Paris | 3 février 2001, Paris |  |  | 4 février 2001, Paris | 4 février 2001, Paris |
|  | Suède                        | 32                            |                |                        | 1er février 2001, Marseille | 1er février 2001, Marseille |    |  | 3 février 2001, Paris | 3 février 2001, Paris |  |  | 4 février 2001, Paris | 4 février 2001, Paris |
|  | Argentine                    | 23                            |                |                        | 1er février 2001, Marseille | 1er février 2001, Marseille |    |  | 3 février 2001, Paris | 3 février 2001, Paris |  |  | 4 février 2001, Paris | 4 février 2001, Paris |
|  | Argentine                    | 23                            | Suède          | 34                     |                             |                             |    |  | 3 février 2001, Paris | 3 février 2001, Paris |  |  | 4 février 2001, Paris | 4 février 2001, Paris |
|  | 31 janvier 2001, Marseille   |                               | Suède          | 34                     |                             |                             |    |  | 3 février 2001, Paris | 3 février 2001, Paris |  |  | 4 février 2001, Paris | 4 février 2001, Paris |
|  |                              | Ukraine                       | 20             |                        |                             |                             |    |  | 3 février 2001, Paris | 3 février 2001, Paris |  |  | 4 février 2001, Paris | 4 février 2001, Paris |
|  | Croatie                      | Ukraine                       | 20             | 34                     |                             |                             |    |  | 3 février 2001, Paris | 3 février 2001, Paris |  |  | 4 février 2001, Paris | 4 février 2001, Paris |
|  | Croatie                      | 1er février 2001, Toulouse    |                | 34                     |                             |                             |    |  | 3 février 2001, Paris | 3 février 2001, Paris |  |  | 4 février 2001, Paris | 4 février 2001, Paris |
|  | Ukraine                      | 37a2p                         |                |                        |                             |                             |    |  | 3 février 2001, Paris | 3 février 2001, Paris |  |  | 4 février 2001, Paris | 4 février 2001, Paris |
|  | Ukraine                      | 37a2p                         | Suède          | 25                     |                             |                             |    |  |                       |                       |  |  | 4 février 2001, Paris | 4 février 2001, Paris |
|  | 31 janvier 2001, Toulouse    |                               | Suède          | 25                     |                             |                             |    |  |                       |                       |  |  | 4 février 2001, Paris | 4 février 2001, Paris |
|  |                              | RF Yougoslavie                | 24             |                        |                             |                             |    |  |                       |                       |  |  | 4 février 2001, Paris | 4 février 2001, Paris |
|  | Espagne                      | RF Yougoslavie                | 24             | 28                     |                             |                             |    |  |                       |                       |  |  | 4 février 2001, Paris | 4 février 2001, Paris |
|  | Espagne                      | 3 février 2001, Paris         |                | 28                     |                             |                             |    |  |                       |                       |  |  | 4 février 2001, Paris | 4 février 2001, Paris |
|  | Norvège                      | 23                            |                |                        |                             |                             |    |  |                       |                       |  |  | 4 février 2001, Paris | 4 février 2001, Paris |
|  | Norvège                      | 23                            | Espagne        | 24                     |                             |                             |    |  |                       |                       |  |  | 4 février 2001, Paris | 4 février 2001, Paris |
|  | 31 janvier 2001, Toulouse    |                               | Espagne        | 24                     |                             |                             |    |  |                       |                       |  |  | 4 février 2001, Paris | 4 février 2001, Paris |
|  |                              | RF Yougoslavie                | 26             |                        |                             |                             |    |  |                       |                       |  |  | 4 février 2001, Paris | 4 février 2001, Paris |
|  | Islande                      | RF Yougoslavie                | 26             | 27                     |                             |                             |    |  |                       |                       |  |  | 4 février 2001, Paris | 4 février 2001, Paris |
|  | Islande                      | 1er février 2001, Albertville |                | 27                     |                             |                             |    |  |                       |                       |  |  | 4 février 2001, Paris | 4 février 2001, Paris |
|  | RF Yougoslavie               | 31                            |                |                        |                             |                             |    |  |                       |                       |  |  | 4 février 2001, Paris | 4 février 2001, Paris |
|  | RF Yougoslavie               | 31                            | Suède          | 25                     |                             |                             |    |  |                       |                       |  |  |                       |                       |
|  | 31 janvier 2001, Albertville |                               | Suède          | 25                     |                             |                             |    |  |                       |                       |  |  |                       |                       |
|  |                              | France                        | 28ap           |                        |                             |                             |    |  |                       |                       |  |  |                       |                       |
|  | Tunisie                      | France                        | 28ap           | 24                     |                             |                             |    |  |                       |                       |  |  |                       |                       |
|  | Tunisie                      |                               |                | 24                     |                             |                             |    |  |                       |                       |  |  |                       |                       |
|  | Allemagne                    | 26                            |                |                        |                             |                             |    |  |                       |                       |  |  |                       |                       |
|  | Allemagne                    | 26                            | Allemagne      | 23                     |                             |                             |    |  |                       |                       |  |  |                       |                       |
|  | 31 janvier 2001, Albertville |                               | Allemagne      | 23                     |                             |                             |    |  |                       |                       |  |  |                       |                       |
|  |                              | France                        | 26ap           |                        |                             |                             |    |  |                       |                       |  |  |                       |                       |
|  | France                       | France                        | 26ap           | 23                     |                             |                             |    |  |                       |                       |  |  |                       |                       |
|  | France                       | 1er février 2001, Amnéville   |                | 23                     |                             |                             |    |  |                       |                       |  |  |                       |                       |
|  | Portugal                     | 18                            |                |                        |                             |                             |    |  |                       |                       |  |  |                       |                       |
|  | Portugal                     | 18                            | France         | 24                     |                             |                             |    |  |                       |                       |  |  |                       |                       |
|  | 31 janvier 2001, Amnéville   |                               | France         | 24                     |                             |                             |    |  |                       |                       |  |  |                       |                       |
|  |                              | Égypte                        | 21             |                        |                             |                             |    |  |                       |                       |  |  |                       |                       |
|  | Algérie                      | Égypte                        | 21             | 21                     |                             |                             |    |  |                       |                       |  |  |                       |                       |
|  | Algérie                      |                               |                | 21                     |                             |                             |    |  |                       |                       |  |  |                       |                       |
|  | Égypte                       | 24                            |                | Match pour la 3e place | Match pour la 3e place      |                             |    |  |                       |                       |  |  |                       |                       |
|  | Égypte                       | 24                            | Égypte         | Match pour la 3e place | Match pour la 3e place      | 21                          |    |  |                       |                       |  |  |                       |                       |
|  | 31 janvier 2001, Amnéville   | 31 janvier 2001, Amnéville    | Égypte         | 4 février 2001, Paris  | 4 février 2001, Paris       | 21                          |    |  |                       |                       |  |  |                       |                       |
|  | 31 janvier 2001, Amnéville   | 31 janvier 2001, Amnéville    |                | 4 février 2001, Paris  | 4 février 2001, Paris       | Russie                      | 19 |  |                       |                       |  |  |                       |                       |
|  | Russie                       | 28                            | RF Yougoslavie | 27                     |                             | Russie                      | 19 |  |                       |                       |  |  |                       |                       |
|  | Russie                       | 28                            | RF Yougoslavie | 27                     |                             |                             |    |  |                       |                       |  |  |                       |                       |
|  | Corée du Sud                 | 26                            |                | Égypte                 | 17                          |                             |    |  |                       |                       |  |  |                       |                       |
|  | Corée du Sud                 | 26                            |                | Égypte                 | 17                          |                             |    |  |                       |                       |  |  |                       |                       |

#### Huitième de finale: victoire face au Portugal
4-1 pour le Portugal à la 8e minute, 7 à 7 à la 20e minute, 10 partout à la pause, 14 à 13 puis enfin 19 à 15 à la 40e minute : il aura fallu attendre tout ce temps pour voir enfin une équipe libérée avec des Tricolores sûrs de leurs bras. PLa révolte française coïncide avec le moment à partir duquel Daniel Costantini décide de modifier son organisation défensive en mettant Olivier Girault et Joël Abati en stricte sur les deux artilleurs portugais Eduardo Coelho et Filipe Cruz. Autre choix tactique qui s'avérera décisif au moment du money-time le passage de Bertrand Gille du pivot à l'arrière gauche puisqu'il marquera au total à six reprises, dont deux à 9 mètres. Son frère Guillaume peut être rassuré et Jérôme Fernandez applaudir des deux mains. D'autant plus qu'Andrej Golic (3/3) en profite lui aussi pour sortir son bras. D'autant plus aussi que Bruno Martini enrage dans sa cage et se décide à fermer la porte : en sortant trois immanquables de suite, il apporte un ballon d'oxygène à son équipe et donne de l'air à une Halle olympique d'Albertville qui était en apnée depuis le début du match. Entre-temps, la défense française bien organisée autour de Didier Dinart a retrouvé de sa superbe. Dans les 14 dernières minutes, seuls Victor Tchikoulaev, Rui Costa et Carlos Resende (3 fois) réussissent à percer la muraille française.
| 31 janvier 2001 17h00 | France           | 23 – 18                                   | Portugal      | Halle olympique, Albertville Affluence : 5 800 Arbitrage : D. Nachevski et M. Nachevski |
| 31 janvier 2001 17h00 | Bertrand Gille 6 | (10-10)                                   | Filipe Cruz 5 | Halle olympique, Albertville Affluence : 5 800 Arbitrage : D. Nachevski et M. Nachevski |
| 31 janvier 2001 17h00 | ×3               | Stats HZ Le Parisien Le Monde Hand Action | ×3            | Halle olympique, Albertville Affluence : 5 800 Arbitrage : D. Nachevski et M. Nachevski |

| France                         |    |                    |          |            |
|                                |    |                    |          |            |
| G                              | 1  | Christian Gaudin   | 0/8      | 24'        |
| G                              | 12 | Bruno Martini      | 8/17     | 36'        |
| ARG                            | 2  | Jérôme Fernandez   | 5 (2 p.) |            |
| P                              | 3  | Didier Dinart      | -        | Suspension |
| P/ARG                          | 6  | Bertrand Gille     | 6        |            |
| ALD                            | 9  | Grégory Anquetil   | 1        | Suspension |
| ALG                            | 10 | Andrej Golić       | 2        |            |
| ALG                            | 11 | Olivier Girault    | 1        |            |
| P                              | 13 | Laurent Puigségur  | 1        |            |
| DC                             | 17 | Jackson Richardson | 3        |            |
| ALD                            | 18 | Joël Abati         | 2 (2 p.) | Suspension |
| ARD                            | 19 | Patrick Cazal      | 2        |            |
| Entraîneur : Daniel Costantini |    |                    |          |            |

| France | Statistiques   | Portugal |
| ------ | -------------- | -------- |
| 23/37  | Buts marqués   | 18/32    |
| 61,5 % | % réussite     | 56,0 %   |
| 4/4    | Jets de 7m     | 0/1      |
| ?      | Cartons jaunes | ?        |
| 6 min  | Suspensions    | 6 min    |
| 0      | Cartons rouges | 0        |
| 8/25   | Arrêts         | 7/27     |
| 32 %   | % d'arrêts     | 25,9 %   |

Légende
- ALG/D : Ailier gauche/droit.

| Portugal                          |   |                    |      |            |
|                                   |   |                    |      |            |
| G                                 | ? | Sergio Morgado     | 0/3  | 0'         |
| G                                 | ? | Paulo Morgado      | 7/24 | 60'        |
| ?                                 | ? | Joao Lopes         | -    |            |
| ?                                 | ? | Viktor Tchikoulaev | 2    | Suspension |
| ?                                 | ? | Carlos Galambas    |      |            |
| ARG                               | ? | Carlos Resende     | 1    |            |
| ?                                 | ? | Filipe Cruz        | 5    | Suspension |
| ?                                 | ? | Ricardo Andorinho  | 2    |            |
| ?                                 | ? | Eduardo Coelho     | 5    |            |
| ?                                 | ? | Ricardo Costa      | 3    |            |
| ?                                 | ? | Luis Gomes         | -    |            |
| ?                                 | ? | Rui Rocha          | -    |            |
| ?                                 | ? | Rui Almeida        | -    | Suspension |
| Entraîneur : Javier García Cuesta |   |                    |      |            |

#### Quart de finale: victoire face à l'Allemagne
Les Français réalisent une première mi-temps de rêve, menant rapidement de 4 buts (9-5 puis 11-7) grâce notamment à la titularisation surprise d'Omeyer. Mais en deuxième mi-temps, une grosse défense allemande leur permet de revenir rapidement au score (11-11) et même de prendre l'avantage (12-13). Bruno Martini relayait parfaitement Thierry Omeyer dans les buts et limitait les écarts, ainsi avec un petit coup de chaleur en attaque les Français se retrouvèrent avec 2 buts d'avance à 10 minutes de la fin. Les Allemands ne lâchent rien et un inscrivent un 3 à 0 aux Bleus qui se retrouvent à -1 a 20 secondes de la fin du temps réglementaire. Jackson Richardson prend alors ses responsabilité et réussit un but que lui seul au monde est capable de marquer, envoyant tout droit les deux équipes en prolongations. Au terme de la première mi-temps de la prolongation, les deux équipes sont toujours dos à dos (23-23) puis la France marque un 3-0 qui la qualifie pour les demi-finales,.
| 1er février 2001 17h00 | France           | 26 – 23 (ap)                           | Allemagne      | Halle olympique, Albertville Affluence : 5 800 Arbitrage : Hansson et Olsson |
| 1er février 2001 17h00 | Bertrand Gille 5 | (11-8, 22-22)                          | Thomas Knorr 6 | Halle olympique, Albertville Affluence : 5 800 Arbitrage : Hansson et Olsson |
| 1er février 2001 17h00 | Prol. : 4-1      |                                        |                | Halle olympique, Albertville Affluence : 5 800 Arbitrage : Hansson et Olsson |
| 1er février 2001 17h00 | ×4               | Stats HZ THW Kiel Le Monde Hand Action | ×6 ×1          | Halle olympique, Albertville Affluence : 5 800 Arbitrage : Hansson et Olsson |

| France                         |    |                    |            |                         |
|                                |    |                    |            |                         |
| G                              | 16 | Thierry Omeyer     | 8          | 1re-37e                 |
| G                              | 12 | Bruno Martini      | 10         | 37e-70e                 |
| ARG                            | 2  | Jérôme Fernandez   | 4 (1/2 p.) |                         |
| P                              | 3  | Didier Dinart      | 0          | Suspension · Suspension |
| P                              | 6  | Bertrand Gille     | 5/8        | Suspension              |
| ARG                            | 8  | Daniel Narcisse    | 1          |                         |
| ALD                            | 9  | Grégory Anquetil   | 3/5        |                         |
| ALG                            | 10 | Andrej Golić       | 4/4        |                         |
| ALG                            | 11 | Olivier Girault    | 1          |                         |
| DC                             | 17 | Jackson Richardson | 2          |                         |
| ALD                            | 18 | Joël Abati         | 2          |                         |
| ARD                            | 19 | Patrick Cazal      | 4/9        | Suspension              |
| Entraîneur : Daniel Costantini |    |                    |            |                         |

| France | Statistiques   | Allemagne |
| ------ | -------------- | --------- |
| 28/50  | Buts marqués   | 25/46     |
| 51 %   | % réussite     | 42 %      |
| 1/1    | Jets de 7m     | 2/4       |
| ?      | Cartons jaunes | ?         |
| 6 min  | Suspensions    | 3 min     |
| 0      | Cartons rouges | 1         |
| 18     | Arrêts         | 17        |
| 34 %   | % d'arrêts     | 48 %      |

Légende
- ALG/D : Ailier gauche/droit.

| Allemagne,                |    |                     |          |                                                     |
|                           |    |                     |          |                                                     |
| G                         | 1  | Henning Fritz       | 1re-70e  | 1re-70e                                             |
| G                         | 12 | Christian Ramota    | NE       | NE                                                  |
| ARG/DC                    | 3  | Frank von Behren    | 1 (1 p.) |                                                     |
| P                         | 4  | Mark Dragunski      | 1        | Suspension · Suspension · Suspension · Carton rouge |
| ALG                       | 5  | Stefan Kretzschmar  | 2        |                                                     |
| ARD                       | 6  | Christian Rose      | -        |                                                     |
| P                         | 8  | Christian Schwarzer | 4        | Suspension                                          |
| ARG/D                     | 9  | Steffen Stiebler    | -        |                                                     |
| DC                        | 13 | Markus Baur         | 3 (1 p.) |                                                     |
| ARD                       | 14 | Jörg Kunze          | 5        |                                                     |
| ALD                       | 15 | Florian Kehrmann    | 1        | Suspension                                          |
| ARG/DC                    | 20 | Thomas Knorr        | 6/9      | Suspension                                          |
| Entraîneur : Heiner Brand |    |                     |          |                                                     |

Évolution du score
- Première mi-temps : 3-0, 3-2, 4-3, 5-4, 6-5, 9-5, 10-6, 11-7, 11-8 ;
- Deuxième mi-temps : 11-11, 12-11, 12-13, 13-14, 15-16, 16-18, 17-19, 21-19, 21-22, 22-22 ;
- Prolongation : 23-22, 23-23 ; 26-23.

#### Demi-finale: victoire face à l'Égypte
En demi-finale, la France fait figure de favorite face à l'équipe surprise du mondial, l'Égypte. Premiers non-Européens à se présenter en demi-finale d'un championnat du monde, les Égyptiens font pourtant déjouer les Français. Après un bon départ (2-0, 3e) sur des buts de Grégory Anquetil et Bertrand Gille, l'équipe de France peine face aux Pharaons. Richardson passe de longues minutes sur le banc à cause de douleurs à une épaule. L'attaque tricolore multiplie les pertes de balles tandis qu'en face Ibrahim et Zaky sont littéralement intenables : l'Égypte s'envole 5-9 (20e). Deux buts de Bertrand Gille, deux penalties (un converti par Anquetil, un stoppé par Martini), et un but de Cazal, redonnent l'espoir à la pause : 8-10.
Au retour, changement de scénario : Fernandez saute à pieds joints dans le costume du vengeur masqué. Trois buts et ça repart : 11-12 (37e). Poussés par un public de feu, les Français passent devant à la 43e, à la suite d'un 6 contre 4. Mais l'Égypte s'accroche et revient dans la course 17-
16 (48e) : les frayeurs françaises sont loin d'être terminées. De 19-16 (51e), le score revient à 19-18 (53e). Les Phararons ont la balle d'égalisation mais les arbitres sifflent un passage en force. Sur le contre, Bertrand Gille obtient un penalty mais Anquetil tire sur la barre transversale... Incroyable suspense. Il reste 1 min 14 s et l'Égypte revient à un but 22-21... Bercy tremble. Le caviar d'Anquetil pour B. Gille permet aux supporters en folie de fêter leurs héros qui parviennent à s'imposer non sans mal 24 à 21 pour atteindre la finale.
| 3 février 2001 | France             | 24 – 21                   | Égypte         | Palais omnisports de Paris-Bercy, Paris Affluence : 13 500 Arbitrage : Boye et Jensen |
| 3 février 2001 | Grégory Anquetil 7 | (8 - 10)                  | Hussein Zaky 8 | Palais omnisports de Paris-Bercy, Paris Affluence : 13 500 Arbitrage : Boye et Jensen |
| 3 février 2001 | ×7                 | Stats HZ FFHB Hand Action | ×8 ×2          | Palais omnisports de Paris-Bercy, Paris Affluence : 13 500 Arbitrage : Boye et Jensen |

| France                         |    |                    |                      |                         |
|                                |    |                    |                      |                         |
| G                              | 1  | Christian Gaudin   | 2/12 (dont 0/1 pen.) |                         |
| G                              | 12 | Bruno Martini      | 6/17 (dont 1/1 pen.) |                         |
| ARG                            | 2  | Jérôme Fernandez   | 6/12 dont 0/1 pen.   | Suspension              |
| P                              | 3  | Didier Dinart      | 0/0                  |                         |
| DC                             | 5  | Guillaume Gille    | 0/4                  | Suspension              |
| P                              | 6  | Bertrand Gille     | 4/7                  | Suspension              |
| ALD                            | 9  | Grégory Anquetil   | 7/9 dont 3/4 pen.    |                         |
| ALG                            | 10 | Andrej Golić       | 3/4                  | Suspension              |
| P                              | 13 | Laurent Puigségur  | 0/0                  |                         |
| DC                             | 17 | Jackson Richardson | 1/2                  | Suspension · Suspension |
| ALD                            | 18 | Joël Abati         | 0/2, dont 0/1 pen.   | Suspension              |
| ARD                            | 19 | Patrick Cazal      | 3/5                  |                         |
| Entraîneur : Daniel Costantini |    |                    |                      |                         |

| France | Statistiques   | Égypte |
| ------ | -------------- | ------ |
| 24/45  | Buts marqués   | 21/47  |
| 53,3 % | % réussite     | 44,6 % |
| 3/6    | Jets de 7m     | 1/2    |
| 14 min | Suspensions    | 16 min |
| ?      | Cartons jaunes | ?      |
| 0      | Cartons rouges | 2      |
| 8/29   | Arrêts         | 14/38  |
| 27,6 % | % d'arrêts     | 36,8 % |

Légende
- ALG/D : Ailier gauche/droit.

| Égypte                      |    |                        |                       |                                                     |
|                             |    |                        |                       |                                                     |
| G                           | 1  | Mohamed Ibrahim        | 14/33 (dont 1/3 pen.) |                                                     |
| G                           | ?  | Mohamed Bakir El-Nakib | 0/5 (dont 0/1 pen.)   |                                                     |
| ?                           | 4  | Ashraf Mabrouk         | 0/2                   |                                                     |
| ?                           | 7  | Saber Hussein          | 0/1                   | Suspension · Suspension · Suspension · Carton rouge |
| ?                           | 8  | Gohar Nabil            | 2/2                   |                                                     |
| ?                           | 10 | Sherif Moemen          | 4/8 dont 1/2 pen.     | Suspension                                          |
| ?                           | 11 | Ayman El-Alfy          | 0/0                   | Suspension · Suspension · Suspension · Carton rouge |
| ?                           | 14 | Marwan Ragab           | 1/2                   |                                                     |
| ?                           | 15 | Hazem Mabrouk          | 3/3                   | Suspension                                          |
| ?                           | 17 | Ahmed Belal            | 0/2                   |                                                     |
| DC                          | 20 | Hussein Zaky           | 8/10                  |                                                     |
| ?                           | 22 | Ahmed El-Attar         | 3/7                   |                                                     |
| Entraîneur : Zoran Živković |    |                        |                       |                                                     |

Évolution du score
- Première mi-temps : 2-0 (3e), 2-2 (5e), 2-5 (9e), 4-5 (14e), 5-7 (18e), 5-9 (20e), 8-10 (30e)
- Deuxième mi-temps : 9-10 (31e), 10-12 (35e), 14-14 (42e), 16-14 (46e), 19-16 (51e), 19-18 (52e), 22-20 (58e), 24-21 (60e).

#### Finale: victoire face à la Suède
Tout débute comme dans un rêve. Golic marque le premier, suivi par Anquetil et Cazal, relayés par un Fernandez surpuissant face à l'axe central de la 6-0 suédoise 4-0 (7e). Bercy hurle de plaisir. Signe des temps et peu habituel, Johansson demande un temps-mort. Fernandez poursuit son one-man-show 7-3 (11e). Lövgren lui répond du tac au tac. Dans la cage, Gentzel commence son festival 7-7 (16e) : tout est à refaire. Golic, avec un but et une passe décisive pour Fernandez, replace les Bleus devant 11-8 (23e) mais la Suède marque ensuite à deux reprises (11-10 au repos).
Si Narcisse transforme en or son premier ballon, l'implacable machine suédoise est en marche. Andersson et Wislander trouvent les filets de Martini : 12-13 puis 13-14. Richardson égalise (14-14, 36e) mais, sur la remise en jeu, l'habile Andersson marque du centre... Dans la foulée, Patrick Cazal se tord la cheville. Le gaucher réunionnais sort du parquet en pleurs. Ericsson et Andersson donnent trois longueurs aux Nordiques 14-17. La 43e minute marque peut-être le premier tournant du match lorsque Martini sort le pénalty de Lövgren. Daniel Costantini le laisse dans les bois. Richardson, d'un lob, et Abati, sur penalty alors que la France est en infériorité numérique à la suite d'un mauvais changement, permettent à la France de recoller (16-17, 44e). Les deux équipes ne se départageront plus. La France, portée par un public extraordinaire, reviendra à chaque fois. Même, à vingt secondes de la fin, quand Lövgren pensera, de neuf mètres, donner le titre aux siens. Remise en jeu. Anquetil déboule sur son aile droite, se faufile entre Vranjes et Frandesjö et se présente face à Gentzel avec un angle impossible mais parvient à marquer dans un trou de souris et décroche les prolongations, au grand soulagement des 13 500 spectateurs (22-22, 60e).
En prolongation, Lövgren marque le premier mais Fernandez égalise. Cazal, remis sur pieds par le staff médical marque deux fois à neuf mètres. En face, deux autres buts de Lövgren et Vranjes, 25-25 à la mi-temps : le monde appartiendra à l'équipe qui gagnera les cinq dernières minutes. Anquetil tente une roucoulette mais Gentzel l'empêche de pénétrer dans le but. Cazal, énorme, allume marque à nouveau à neuf mètres pour placer les Bleus en tête (26-25, 67e). Et de nouveau, il sert Bertrand Gille au pivot 27-25 et 1 min 15 s à jouer... La Suède obtient, à 55 s de la sonnerie, un penalty pour revenir à un but mais Martini arrête le tir de Vranjes. Anquetil clôt la marque. Dans les gradins, Jacques Chirac, Lionel Jospin et tout le Palais omnisports de Paris-Bercy applaudissent à tout rompre : les joueurs de Daniel Costantini sont champions du monde.
| 4 février 2001 17h00 | France             | 28 – 25 (ap)                                            | Suède            | Palais omnisports de Paris-Bercy, Paris Affluence : 13 500 Arbitrage : Oie et Hognes |
| 4 février 2001 17h00 | Jérôme Fernandez 8 | (11-10, 22-22)                                          | Stefan Lövgren 8 | Palais omnisports de Paris-Bercy, Paris Affluence : 13 500 Arbitrage : Oie et Hognes |
| 4 février 2001 17h00 | Prol. : 6-3        |                                                         |                  | Palais omnisports de Paris-Bercy, Paris Affluence : 13 500 Arbitrage : Oie et Hognes |
| 4 février 2001 17h00 | ×3                 | Handzone Hand Action THW Kiel FFHB Le Monde Hand Action | ×2               | Palais omnisports de Paris-Bercy, Paris Affluence : 13 500 Arbitrage : Oie et Hognes |

| France                         |    |                    |                 |     |
|                                |    |                    |                 |     |
| G                              | 12 | Bruno Martini      | 7/19 (2/2 à 7m) |     |
| G                              | 16 | Thierry Omeyer     | 6/19 (0/2 à 7m) |     |
| ARG                            | 2  | Jérôme Fernandez   | 8/18            | 43' |
| P                              | 3  | Didier Dinart      | 0/0             |     |
| DC                             | 5  | Guillaume Gille    | 0/3             |     |
| P                              | 6  | Bertrand Gille     | 2/2             | 19' |
| ARG                            | 8  | Daniel Narcisse    | 2/6             |     |
| ALD                            | 9  | Grégory Anquetil   | 3/6             | 38' |
| ALG                            | 10 | Andrej Golić       | 2/5             |     |
| DC                             | 17 | Jackson Richardson | 3/4             |     |
| ALD                            | 18 | Joël Abati         | 2/3 (1/1 à 7m)  |     |
| ARD                            | 19 | Patrick Cazal      | 6/10            |     |
| Entraîneur : Daniel Costantini |    |                    |                 |     |

Remarque : Christian, Girault, Plantin et Puigségur
ne figuraient pas sur la feuille de match.
| France | Statistiques   | Suède |
| ------ | -------------- | ----- |
| 28/54  | Buts marqués   | 25/38 |
| 52 %   | % réussite     | 66 %  |
| 1/1    | Jets de 7m     | 2/4   |
| ?      | Cartons jaunes | ?     |
| 6 min  | Suspensions    | 4 min |
| 0      | Cartons rouges | 0     |
| 13/38  | Arrêts         | 26/54 |
| 34 %   | % d'arrêts     | 48 %  |

Légende
- ALG/D : Ailier gauche/droit.

| Suède                        |    |                    |                  |     |
|                              |    |                    |                  |     |
| G                            | 1  | Tomas Svensson     | -                |     |
| G                            | 12 | Peter Gentzel      | 26/54 (0/1 à 7m) |     |
| ARG                          | 2  | Martin Boquist     | 0/2              |     |
| DC                           | 3  | Magnus Wislander   | 4/5              |     |
| P                            | 4  | Thomas Sivertsson  | 0/0              |     |
| ARG                          | 5  | Ola Lindgren       | 0/0              |     |
| ALG                          | 6  | Martin Frändesjö   | 1/2              | 5'  |
| ARG                          | 9  | Stefan Lövgren     | 8/14 (2/3 à 7m)  |     |
| ALD                          | 10 | Jonas Ernelind     | 2/3              |     |
| ARD                          | 11 | Christian Ericsson | 2/5              | 44' |
| DC                           | 14 | Magnus Andersson   | 5/7              |     |
| DC                           | 15 | Ljubomir Vranjes   | 3/8 (0/1 à 7m)   |     |
| Entraîneur : Bengt Johansson |    |                    |                  |     |

Remarque : Franzén, J. Petersson et M. Pettersson
ne figuraient pas sur la feuille de match.
Évolution du score
- Première mi-temps : 4-0 (7e), 6-2 (10e), 7-3 (11e), 7-5 (12e), 7-7 (16e), 9-8 (20e), 11-8 (23e), 11-10 (30e)
- Deuxième mi-temps : 12-11 (32e), 12-13 (33e), 14-15 (36e), 14-17 (42e), 17-17 (49e), 19-19 (51e), 21-21 (59e40), 22-22 (60e)
- Prolongation : 23-24 (62e), 25-24 (64e), 25-25 (65e), 26-25 (67e), 27-25 (69e), 28-25 (70e).

## Statistiques et récompenses

### Équipe-type
Un seul joueur de l'équipe de France est élu dans l'équipe-type de la compétition : Bertrand Gille, au poste de pivot.

### Statistiques des joueurs
Aucun joueur n'apparait parmi les 10 meilleurs buteurs.
Malgré un début de compétition difficile (0/6 face à l'Algérie), Jérôme Fernandez termine meilleur buteur avec 39 réalisations :
| no    | Joueur             | Poules | Poules | Poules | Poules | Poules | Phase finale | Phase finale | Phase finale | Phase finale | Totaux | Totaux | Totaux |
| no    | Joueur             |        |        |        |        |        |              |              |              |              | But    | MJ     | Moy.   |
| ----- | ------------------ | ------ | ------ | ------ | ------ | ------ | ------------ | ------------ | ------------ | ------------ | ------ | ------ | ------ |
| 2     | Jérôme Fernandez   | 0      | 4      | 6      | 4      | 2      | 5            | 4            | 6            | 8            | 39     | 9      | 4,3    |
| 3     | Didier Dinart      | 0      | 1      | 0      | 0      | 0      | 0            | 0            | 0            | 0            | 1      | 9      | 0,1    |
| 4     | Joël Abati         | 5      | 3      | 7      | 2      | 6      | 2            | 2            | 0            | 2            | 29     | 9      | 3,2    |
| 5     | Guillaume Gille    | 3      | 3      | 2      | 1      | 4      | -            | -            | 0            | 0            | 13     | 7      | 1,9    |
| 6     | Bertrand Gille     | 5      | 3      | 6      | 1      | 3      | 6            | 5            | 4            | 2            | 35     | 9      | 3,9    |
| 8     | Daniel Narcisse    | -      | 2      | 0      | -      | 3      | -            | 1            | -            | 2            | 8      | 5      | 1,6    |
| 9     | Grégory Anquetil   | 3      | -      | 2      | 2      | -      | 1            | 3            | 7            | 3            | 21     | 7      | 3,0    |
| 10    | Andrej Golić       | 2      | -      | 5      | -      | -      | 2            | 4            | 3            | 2            | 18     | 6      | 3,0    |
| 11    | Olivier Girault    | -      | 3      | -      | 5      | 1      | 1            | 1            | -            | -            | 11     | 5      | 2,2    |
| 13    | Laurent Puigségur  | 1      | 4      | -      | 0      | 2      | 1            | -            | 0            | -            | 8      | 6      | 1,3    |
| 17    | Jackson Richardson | 3      | -      | 1      | 4      | -      | 3            | 2            | 1            | 3            | 17     | 7      | 2,4    |
| 19    | Patrick Cazal      | 1      | 1      | 0      | 3      | 6      | 2            | 4            | 3            | 6            | 26     | 9      | 2,9    |
| 20    | Stéphane Plantin   | -      | 6      | -      | -      | 1      | -            | -            | -            | -            | 7      | 2      | 3,5    |
| Total | Total              | 23     | 30     | 29     | 22     | 28     | 23           | 26           | 24           | 28           | 233    | 9      | 25,9   |

Les statistiques détaillées sont :
| Joueur             | Champs | Champs | 7 mètres | 7 mètres | Total | Total | %      | MJ | Moy. | PD | Bp | Suspension | Carton rouge |
| Joueur             | Buts   | Tirs   | Buts     | Tirs     | Buts  | Tirs  | %      | MJ | Moy. | PD | Bp | Suspension | Carton rouge |
| ------------------ | ------ | ------ | -------- | -------- | ----- | ----- | ------ | -- | ---- | -- | -- | ---------- | ------------ |
| Jérôme Fernandez   | 33     | 73     | 6        | 10       | 39    | 83    | 47,0 % | 9  | 4,3  | 13 | 11 | 5          | 0            |
| Bertrand Gille     | 35     | 47     | 0        | 0        | 35    | 47    | 74,5 % | 9  | 3,9  | 4  | 9  | 6          | 0            |
| Joël Abati         | 17     | 26     | 12       | 13       | 29    | 39    | 74,4 % | 9  | 3,2  | 13 | 4  | 7          | 0            |
| Patrick Cazal      | 26     | 58     | 0        | 0        | 26    | 58    | 44,8 % | 9  | 2,9  | 8  | 8  | 3          | 0            |
| Grégory Anquetil   | 18     | 29     | 3        | 4        | 21    | 33    | 63,6 % | 7  | 3    | 13 | 14 | 3          | 0            |
| Andrej Golić       | 19     | 24     | 0        | 0        | 19    | 24    | 79,2 % | 6  | 3,2  | 9  | 5  | 1          | 0            |
| Jackson Richardson | 17     | 30     | 0        | 0        | 17    | 30    | 56,7 % | 7  | 2,4  | 9  | 10 | 2          | 0            |
| Guillaume Gille    | 13     | 26     | 0        | 0        | 13    | 26    | 50,0 % | 7  | 1,9  | 5  | 7  | 5          | 0            |
| Olivier Girault    | 10     | 16     | 0        | 0        | 10    | 16    | 62,5 % | 5  | 2    | 3  | 4  | 1          | 0            |
| Daniel Narcisse    | 8      | 17     | 0        | 0        | 8     | 17    | 47,1 % | 5  | 1,6  | 9  | 5  | 0          | 0            |
| Laurent Puigségur  | 8      | 9      | 0        | 0        | 8     | 9     | 88,9 % | 5  | 1,6  | 4  | 3  | 0          | 0            |
| Stéphane Plantin   | 7      | 12     | 0        | 0        | 7     | 12    | 58,3 % | 2  | 3,5  | 1  | 3  | 1          | 0            |
| Didier Dinart      | 1      | 2      | 0        | 0        | 1     | 2     | 50,0 % | 8  | 0,1  | 0  | 2  | 5          | 0            |
| Total              | 212    | 369    | 21       | 27       | 233   | 396   | 58,8 % | 9  | 25,9 | 91 | 87 | 39         | 0            |

### Statistiques des gardiens de buts
Aucun joueur n'apparait parmi les 10 meilleurs gardiens de but. Les statistiques individuelles sont :
| no    | Joueur           | Poules | Poules | Poules | Poules | Poules | Phase finale | Phase finale | Phase finale | Phase finale | Totaux | Totaux | Totaux |
| no    | Joueur           |        |        |        |        |        |              |              |              |              | Arrêts | MJ     | Moy.   |
| ----- | ---------------- | ------ | ------ | ------ | ------ | ------ | ------------ | ------------ | ------------ | ------------ | ------ | ------ | ------ |
| 1     | Christian Gaudin | 6      | 8      | -      | 7      | -      | 0            | -            | 2            | -            | 23     | 5      | 4,6    |
| 12    | Bruno Martini    | 4      | -      | 3      | 5      | -      | 8            | 10           | 6            | 7            | 43     | 7      | 6,1    |
| 16    | Thierry Omeyer   | -      | 9      | 9      | -      | 15     | -            | 8            | -            | 6            | 47     | 5      | 9,4    |
| Total | Total            | 10     | 17     | 12     | 12     | 15     | 8            | 18           | 8            | 13           | 113    | 9      | 12,6   |

Les statistiques détaillées sont :
| Joueur           | Arrêts | Tirs | %Arr   | 7m    | MJ | Buts | PD | Bp | Suspension |
| ---------------- | ------ | ---- | ------ | ----- | -- | ---- | -- | -- | ---------- |
| Thierry Omeyer   | 46     | 106  | 43,4 % | 0 / 7 | 5  | 0    | 0  | 1  | 0          |
| Bruno Martini    | 41     | 109  | 37,6 % | 5 / 8 | 7  | 0    | 0  | 0  | 0          |
| Christian Gaudin | 23     | 66   | 34,8 % | 1 / 4 | 5  | 0    | 0  | 1  | 0          |